# WonderCon
WonderCon — ежегодный американский многожанровый фестиваль, проводимый в Калифорнии с 1987 года.

## История
Первый фестиваль прошёл в 1987 году под названием Wonderful World of Comics Convention. Его создал Джон Барретт, один из основателей Comics and Comix. Затем права на проведение мероприятия были у Джо Филда и Майка Фридриха. В 2001 году WonderCon вошёл в состав Comic-Con International. В 2018 году на фестивале участвовало около 66 000 человек. В 2020—2021 годах WonderCon был проведён виртуально из-за пандемии COVID-19.